# Torpedo sinuspersici
Torpedo sinuspersici é uma espécie de peixe da família Torpedinidae.
Pode ser encontrada em Barém, Djibuti, Egito, Eritreia, Índia, Irão, Iraque, Kuwait, Madagáscar, Moçambique, Omã, Arábia Saudita, África do Sul, Sudão, Emirados Árabes Unidos, Iémen e possivelmente na Somália.
Os seus habitats naturais são: mar aberto e recifes de coral.
Está ameaçada por perda de habitat.
O peixe torpedo existe hoje em diversos países do mundo inteiro. Porém essa espécie está sendo ameaçada em extinção. Vários historiadores vem pesquisando sua origem e sua utilidade na medicina.
Esse peixe tem substâncias em seu corpo que permite produzir eletricidade na água, paralisando seus predadores e suas presas.
Os gregos e egípcios comprovaram: Quando há uma dor em um corpo humano, como por exemplo em um pulso, quando a eletricidade lançada pelo peixe alivia a dor e impede que a dor chega ao cérebro.